# Emilio Gattoronchieri
Emilio Gattoronchieri (Milano, 7 febbraio 1912 – Ponteranica, 26 febbraio 1993) è stato un calciatore italiano, di ruolo difensore.

## Caratteristiche tecniche
Gattoronchieri era un terzino che faceva della freddezza e dell'anticipo i suoi punti di forza, pur presentando limiti caratteriali che ne hanno frenato la carriera.

## Carriera
Cresciuto nella Vercellese Società milanese nata nel 1926, giocò anche nella Mottese, e nel Milan e poi Ambrosiana-Inter, con cui debuttò il 10 gennaio 1937 nella vittoria esterna, in campionato, contro l'Alessandria per 3-0 e da cui si congedò 21 aprile 1938 in Juventus-Ambrosiana, partita di Coppa Italia persa per 2-0. Vanta con l'Ambrosiana-Inter anche 5 partite in Coppa Italia.
Chiuse la carriera nel 1945, messo in lista di trasferimento dalla Sampierdarenese.

## Palmarès

### Club

#### Competizioni nazionali
- Campionato italiano: 1

Ambrosiana-Inter: 1937-1938
- Serie B: 1

Liguria: 1940-1941